# Чахчахлы
Чахчахлы (азерб. Çaxçaxlı) — село в Хачмазском районе Азербайджана.

## Название
Согласно «Списку населенных мест Российской империи» за название селения взято название одноименного урочища. Само же слово является звукоподражанием используемым армянами и персами в отношении бурлящей и шумящей воды, текущей по каменистой местности. По другой версии название происходит от азерб. çaxçax «деревянный забор».

## Население
По состоянию на 1870 год в селе насчитывалось 12 дворов, в которых проживало  83 татарина (азербайджанца)